# برجر شيف
كان برجر شيف سلسلة مطاعم وجبات سريعة أمريكية. بدأ عملها في عام 1954 في إنديانابوليس ، إنديانا ، وتوسعت في جميع أنحاء الولايات المتحدة ، وفي ذروتها في عام 1973 كان لديها 1050 موقعًا ، بما في ذلك بعض المواقع في كندا.
في عام 1982 ، قامت شركة جنرال فودز ، أصحاب العلامة التجارية واسم برجر شيف ، بتجريد نفسها من سلسلة المطاعم ، وبيعها تدريجياً لمالكي هارديز. تم إغلاق المطعم الأخير الذي يحمل اسم برجر شيف في عام 1996 .
جرائم قتل برجر شيف
في ليله الاحد 1978. فُقد أربعة موظفين شباب فيما كان يعتقد في البداية أنه سرقة صغيرة لمبالغ نقدية من خزنة المطعم. بحلول صباح يوم السبت ، أصبحت قضية سرقة وخطف واضحة ، وبحلول يوم الأحد ، عندما تم العثور على جثثهم ، قضية قتل. بينما يعتقد المحققون أنهم تعرفوا على بعض أو كل الجناة ، دون أدلة مادية ، لم يتمكنوا من محاكمة من بقوا على قيد الحياة.